# Neuenklitsche
Neuenklitsche ist ein Ortsteil der Einheitsgemeinde Stadt Jerichow im Landkreis Jerichower Land in Sachsen-Anhalt.

## Geografie
Das Dorf mit ca. 200 Einwohnern zwischen Genthin und Rathenow ist landwirtschaftlich geprägt und liegt inmitten von Feldfluren, Wiesen und Wäldern an der Stremme, die zum Einflussgebiet der Havel gehört.

## Geschichte
Neuenklitsche ist ein Straßendorf wendischen Ursprungs, dessen Kern im östlichen Teil des heutigen Dorfes liegt.
Die Besiedelung lässt sich bis in die Bronzezeit zurückverfolgen.
In der Gemarkung Neuenklitsche sind bisher acht archäologische Fundplätze bekannt, die gemäß dem Denkmalschutzgesetz von Sachsen-Anhalt geschützt sind.
Etwa 1,6 km nordöstlich von Neuenklitsche befindet sich in einem Stremmebogen ein slawischer Burgwall (Burgstall). Es handelt sich dabei um eine typische Niederungsburg (Verteidigungsanlage) aus dem 9./10. Jahrhundert.
Auf dem freien Dorfanger wurde im 12. Jahrhundert die Dorfkirche mit Friedhof errichtet.
Im 16. Jahrhundert erhielt die Familie von Katte Neuenklitsche verliehen. Bis zum 19. Jahrhundert befand sich der Sitz der Gutsherren am Ende des Dorfes. Nach einem Brand Mitte des 19. Jahrhunderts, der das halbe Dorf vernichtete, siedelte die Familie in das Gut Wilhelmsthal über, das 1784 als Vorwerk von Neuenklitsche, ca. 3 km vom Ort entfernt, gegründet wurde.
Ein bekannter Gutsherr von Neuenklitsche war der preußische Offizier und Freiheitskämpfer Friedrich von Katte, der im April 1809 mit einem kleinen Korps Freiwilliger die Stadt Stendal besetzte, dann aber wegen der Aussichtslosigkeit, einen Aufstand gegen Napoleon anzustiften, nach Böhmen flüchten musste.
Der sicherlich bekannteste Vorfahre der ehemaligen Gutsherren war Hans Hermann von Katte, Jugendfreund von Friedrich II. (Preußen). Als Mitwisser der Fluchtpläne des Prinzen wurde er vor ein Kriegsgericht gestellt und 1730 hingerichtet.
Am 30. September 1928 wurde der Gutsbezirk Neuenklitsche mit der Landgemeinde Neuenklitsche vereinigt.
Am 20. Juli 1950 wurden die bis dahin eigenständigen Gemeinden Altenklitsche und Neuenklitsche zur neuen Gemeinde Klitsche zusammengeschlossen. Nach der Auflösung der Gemeinde Klitsche am 1. Januar 2010 wurde Neuenklitsche ein Ortsteil Jerichows.
Zu DDR-Zeiten richtete ein und unterhielt die Otto-von-Guericke-Universität Magdeburg im ehemaligen Gutshaus Wilhelmstal das Betriebs-Ferienlager "Philipp Müller" für die Kinder der Universitätsangehörigen.

## Bauwerke
- Dorfkirche Neuenklitsche

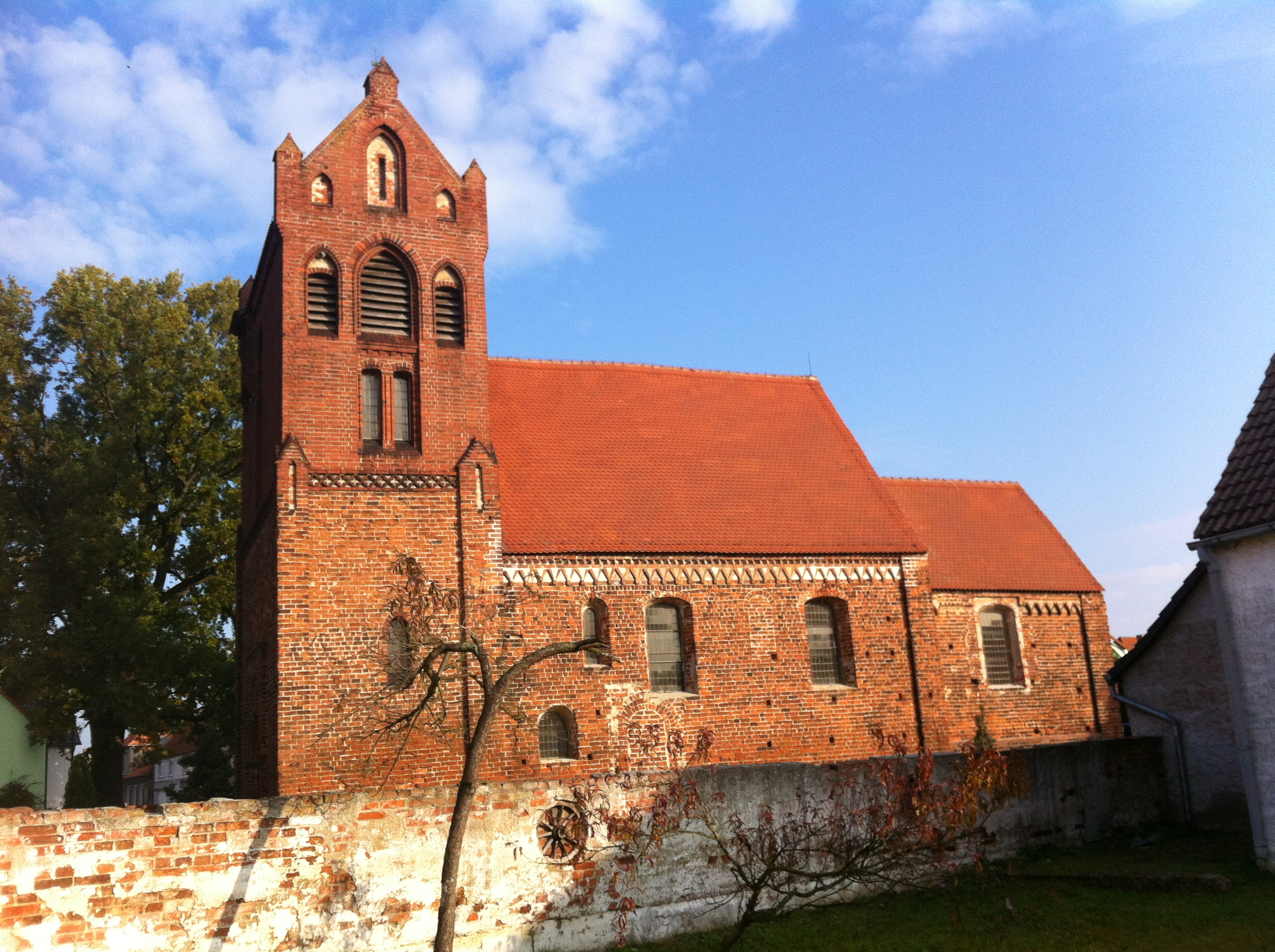
Dorfkirche – Ansicht von Süden

- Die Gaststätte zur Post liegt direkt an der Straßenkreuzung Dorfstraße / L 76 und befindet sich in dritter Generation im Familienbesitz des Erbauers Richard Bleiß, das Gebäude ist ein verputzter Mauerwerksbau mit großem Saalanbau und aufwendig mit Schmuckklinkern verziert. Das Obergeschoss ist in Fachwerk mit verputzten Gefachen ausgeführt.

## Regelmäßige Veranstaltungen
Zum Tag der Deutschen Einheit und zu Ostern werden gemeinsam Dorffeste in Altenklitsche gefeiert.